# Гевелинг, Николай Владимирович
Николай Владимирович Гевелинг (19 июня 1897 — 20 мая 1946) — советский военачальник, генерал-майор инженерно-авиационной службы (1942), российский учёный металловед, заслуженный деятель науки и техники РСФСР (1940).

## Биография
Родился 19 июня 1897 года.
В 1924 году завершил обучение в Московском высшем техническом училище. В 1930 году защитил диссертацию на соискание степени доктора технических наук. С 1933 года — профессор Военно-воздушной академии имени H. E. Жуковского. С 1926 по 1946 годы начальник кафедры металловедения академии имени Н. Е. Жуковского. 
Основные работы Николая Владимировича были посвящены авиационному металловедению. Он систематизировал фактический материал в этой области и внёс физико-химическое обоснование во многие вопросы металловедения, особенно в области термической обработки специальных сталей.
Гевелинг провёл исследования быстропротекающих процессов при закалке сплавов, а также обосновал влияние скорости охлаждения на структуру специальных сталей, внутренние связи в жидких сплавах и др. В 1931 году учёный предложил способ поверхностной закалки сплавов при помощи контактного электронагрева, а к 1936 году детально разработал и изучил теоретически предложенный способ.
Заслуженный деятель науки и техники РСФСР (1940). Автор многих научных трудов, в том числе 2 учебников, 7 учебно-методических пособий и более 70 статей.
Умер 20 мая 1946 года, похоронен в Москве на Введенском кладбище.

## Награды
- орден Ленина,
- орден Красной Звезды,
- другие медали

## Научные труды
- К вопросу исследования быстропротекающих тепловых изменений в металлических сплавах термическим методом, "Вестник инженеров и техников", 1930, № 1 и 2;
- О природе эвтектики, "Труды Военно-воздушной акад. РККА им. Жуковского", 1934, № 7;
- Исследование сварной точки, там же, 1935, № 12;
- Поверхностная электротермообработка, М.—Л., 1936;
- Металловедение, ч. 1, 2 изд., М.—Л., 1938.